# Carlo Marchesetti
Carlo di Marchesetti (o más conocido como Carlo Marchesetti, y, la variante alemana: Carl von Marchesetti) ( * Trieste, 17 de enero de 1850 – ibíd. 1 de abril de 1926 ), fue un botánico, pteridólogo, curador, arqueólogo, y paleontólogo italiano.

## Biografía
Luego de licenciarse en medicina, que consigue en Viena, en 1874, retorna a su ciudad natal, donde se apasiona en la botánica, convirtiéndose en discípulo de Muzio Tommasini.
En 1876, siempre en Trieste, es nominado director del Cívico Museo de Historia natural, cargo que ocupó durante más de cuarenta años. En 1903, Marchesetti es nominado también director del Jardín Botánico Municipal de Trieste, que, una vez unido al museo de historia natural, se convierte así en una completa institución de pleno derecho, de aspecto moderno y un prestigio a nivel científico superior. En efecto, el botánico triestino curó particularmente la flora de la región, seleccionando especies peculiares y enviando selecciones de sus semillas para otros jardines botánicos más importantes de Europa.
Paralelamente a la botánica, realizó actividades de investigaciones en arqueología, contribuyendo esencialmente a la prehistoria y protohistoria de la Venezia Giulia, Istria. En el curso de sus excavaciones encontró, significativos hallazgos paletnológicos (piedra, arcillas, metales, etc.) y de paleontológicos (restos de fauna) que son hoy conservadas en los Museos Cívicos triestinos de Historia y arte y de Historia natural. En particular, a Marchesetti se le debe las primeras contribuciones científicas a la historia de los castellieros, seguido de una serie de campañas de excavaciones y de reconocimientos, hacia 1883 y 1892, en Isontino y en Istria, cuyos resultados aparecieron en numerosas memorias publicadas, principalmente en «Bollettino della società Adriatica di Scienze naturali».

## Honores

### Epónimos
No es ninguna coincidencia, además, que de los doce fuertes en el territorio de Duino-Aurisina con el más conocido "Castelliere Carlo De Marchesetti", se lo haya bautizado así.
- Campanula marchesettii Witasek

- La abreviatura «Marches.» se emplea para indicar a Carlo Marchesetti como autoridad en la descripción y clasificación científica de los vegetales.[9]

## Algunas publicaciones

### Arqueología
- La pesca lungo le coste orientali dell’Adria, Hermanstorfer, Trieste 1882.
- La necropoli di Vermo presso Pisino dell’Istria, Tip. del Lloyd Astro-ungarico, Trieste 1884.
- Ricerche preistoriche nelle caverne di S. Canziano presso Trieste, Tip. Lloyd astro-ungarico, Trieste 1889.
- Scavi nella necropoli di S. Lucia presso Tolino (1885-1892), Tip. del Lloyd austriaco, Trieste 1893.
- La caverna di Gabrovizza presso Trieste, in «Atti del Museo civico di storia naturale di Trieste», n.s., VIII (1890), vol. 2, pp. 143-184.
- I castellieri preistorici di Trieste e della regione Giulia, Museo civico di Storia naturale, Trieste 1903.
- Preistoria in Egitto, in «Bollettino della Società adriatica di scienze naturali», 1912, vol. XXIV, pp. 90-120.
- Commemorazione di Luigi Pigorini, in «Archeografo triestino», s. III (1925), vol. XII, pp. 326-352

### Botánica
- La flora di Parenzo, Tip. del Lloyd austro-ungarico, Trieste 1890
- Bibliografia botanica ossia catalogo delle pubblicazioni intorno alla flora del litorale austriaco, Tip. del Lloyd austriaco, Trieste 1895
- Flora di Trieste e de’ suoi dintorni, Museo Civico di Storia Naturale, Trieste 1896
- Appunti sulla flora egiziana, Museo Civico di Storia naturale, Trieste 1903
- Flora dell’isola di Cherso, in «Archivio botanico», 1930, vol. VI, fascc. 1-2, pp. 16-59 e 113-157
- Aggiunte alla bibliografia botanica della Venezia Giulia, in «Atti del Museo civico di storia naturale di Trieste», 1931, vol. XI, p.te II, pp. 217-356